# Друбич, Татьяна Люсьеновна
Татья́на Люсье́новна Дру́бич (род. 7 июня 1960, Москва) — советская и российская актриса театра и кино. По профессии — врач-эндокринолог.

## Биография
Родилась в Москве 7 июня 1960 года в еврейской семье.
В возрасте 17 лет потеряла отца, Люсьена Ильича (Леонида Израилевича) Друбича (1932—1978), инженера, родом из Белоруссии. Мать — Любовь Владимировна Друбич (род. 1933), экономист.
В школе училась очень хорошо, но не могла определиться с будущей профессией.
В 1972 году приглашена на роль в героико-приключенческом фильме Инны Туманян «Пятнадцатая весна». Так состоялся её дебют в кино.
Вторым фильмом стала лента Сергея Соловьёва «Сто дней после детства», снятая в 1974 году.
Встреча на съёмочной площадке оказалась для юной актрисы и режиссёра судьбоносной, и в 1983 году они поженились.
Несмотря на две успешные роли в кино — фильм «Сто дней после детства» имел огромный успех, удостоился нескольких призов, в том числе и «Серебряного медведя» Берлинского кинофестиваля, — Татьяна Друбич, окончив в 1977 году школу, избрала другую профессию.
Она отказалась поступать во ВГИК. Поступила в Московский медицинский стоматологический институт имени Семашко на лечебный факультет. После его окончания стала работать врачом-эндокринологом. Изучила гомеопатию, совмещала работу эндокринолога и гомеопата.
Работала врачом в районной поликлинике. Изредка снималась в кино и всё чаще попадала на обложку «Советского экрана».
После не слишком удачной роли у Павла Арсенова в «Смятении чувств» актриса вновь оказалась на съёмочной площадке у Сергея Соловьёва, снимавшего «Спасателя». Вскоре последовали новые совместные работы режиссёра и актрисы. В конце 1980-х годов Друбич исполнила главные роли в фильмах Соловьёва «Асса» и «Чёрная роза — эмблема печали, красная роза — эмблема любви».
На счету актрисы и другие работы: у Романа Балаяна в картине «Храни меня, мой талисман», у Станислава Говорухина в экранизации детективного романа Агаты Кристи «Десять негритят» и у Эльдара Рязанова в комедии «Привет, дуралеи!».
В 1999 году снялась в клипе Валерия Меладзе «Рассветная».
В 2011 году исполнила роль второго плана в фильме «Последняя сказка Риты». В 2016 году снялась в роли самой себя в фильме Сергея Соловьёва «Ке-ды».
Является сопредседателем попечительского совета московского благотворительного фонда помощи хосписам «Вера».

## Семья и личная жизнь
- Муж — кинорежиссёр Сергей Соловьёв (1944—2021), зарегистрировали брак в 1983 году, в 1989 году развелись.
  - Дочь — композитор, пианистка Анна Друбич (род. 27 июня 1984[11]). Две внучки.
- Дочь — Мария Алексеевна Друбич (род. 09 февраля 2005). Имя отца Марии Татьяна Друбич никогда публично не называла[12][13].

## Общественные взгляды
В интервью газете «Собеседник» в январе 2013 года критически отозвалась о принятии закона, запрещающего усыновление детей гражданами США, и негативно оценила ситуацию в России в целом: «После „закона Димы Яковлева“ я поняла, что страна на данный момент мертва. Ждать тут больше нечего. Перемены возможны. Всякие. Я их не жду. Если кто-то может уехать — уезжайте, жить здесь не надо! Если вами владеет апатия — пересильте её. Но одно серьёзное преимущество у России есть. Здесь, где полгода зима и много других привходящих обстоятельств, надо уметь противопоставлять им что-то очень серьёзное, чтобы быть счастливым. Если вы это умеете — вы уже состоялись. А уметь приходится. Потому что жить и не быть ни разу счастливым — это слишком большая роскошь, этого человек не может себе позволить».
В марте 2014 года вместе с рядом других деятелей науки и культуры выразила своё несогласие с политикой российской власти в Крыму.
В 2018 году в интервью порталу «Православие и мир» на вопрос, изменилось ли что-то в России, ответила: «Изменилось. Как видите, я не уехала. Страна наша вполне волшебная, всё меняется и ничего не меняется, и всегда сложное время. Оно всегда такое, если это мирное время, потому что война — это война, тут всё однозначно, а мирное или полумирное время всегда с одним и тем же соотношением хорошего и плохого, чёрного и белого и так далее, неоднозначное. И ты всегда, как дурак, вписываешься в это время или не вписываешься, но всё равно остаёшься в дураках. Конечно, в нашей эпохе есть какие-то свои особенности, если её можно назвать эпохой».

## Награды и премии
- Номинация на премию «Ника» за лучшую женскую роль — за роль Ксении Засыпкиной в фильме Эльдара Рязанова «Привет, дуралеи!» (1996)[17]
- Приз на Кинофестивале «Созвездие» от Гильдии актёров кино России «За лучшую Анну Каренину в XXI веке на мировом экране» (фильм «Анна Каренина», 2009)[18]
- Премия «Ника» за лучшую женскую роль второго плана — за роль Надежды Михайловны в фильме Ренаты Литвиновой «Последняя сказка Риты» (2011).

## Фильмография
- 1972 — Пятнадцатая весна — Алёна
- 1975 — Сто дней после детства — Лена Ерголина
- 1977 — Смятение чувств — Маша
- 1979 — Особо опасные… — Таня Шевчук
- 1980 — Спасатель — Ася Веденеева
- 1982 — Наследница по прямой — Валерия
- 1982 — Избранные — Ольга Риос
- 1986 — Испытатель — Таня
- 1986 — Храни меня, мой талисман — Таня
- 1987 — Асса — Алика
- 1987 — Воскресные прогулки, киноальманах, новелла «Испытатель» — дочь испытателя
- 1987 — Десять негритят — Вера Клейторн
- 1988 — Чёрный монах — Таня Песоцкая (озвучила Марина Неёлова)
- 1989 — Чёрная роза — эмблема печали, красная роза — эмблема любви — Александра
- 1991 — Анна Карамазофф — узбечка
- 1994—2002 — Иван Тургенев. Метафизика любви (фильм не был завершён) — Полина Виардо
- 1996 — Привет, дуралеи! — Ксения Засыпкина / Полина Дерулен, её бабушка
- 2000 — Москва — Ольга
- 2002 — Гололёд — женщина в лифте
- 2003 — О любви — Елена Попова
- 2009 — 2-Асса-2 — Алика Алданова
- 2009 — Анна Каренина — Анна Каренина
- 2009 — Доброволец — мама Шторма
- 2012 — Последняя сказка Риты — Надя
- 2016 — Ке-ды — камео
- 2020 — Переаттестация (короткометражка) — бабушка[источник не указан 1378 дней]

Документалистика
- Документальный фильм из цикла «САС. Те, с которыми я...». Авторская программа Сергея Соловьева. ООО «Студия С.С.С.Р.» по заказу ГТРК «Культура». 2010 г (1 июня 2019). Татьяна Друбич. «САС. Те, с которыми я...».  60 мин. ГТРК «Культура».

## Работа на телевидении
- «Намедни. Наша эра» (НТВ, 1998, серии о 1975—1991 гг.) — комментатор